# Euroligue féminine de basket-ball 2020-2021
Navigation
Saison précédente Saison suivante
L’Euroligue féminine est une compétition de basket-ball féminin rassemblant les meilleurs clubs d’Europe. La saison 2020-2021 met aux prises 16 équipes.

## Règlement

### Système de compétition initial
Les 16 équipes sont réparties en 2 groupes de 8 et s'affrontent en match aller-retours. Les 4 premiers de chaque poules sont qualifiés pour les quarts de finale où les premiers et quatrièmes s'affrontent entre eux et les deuxièmes jouent contre les troisièmes.
Les cinquièmes et sixièmes de chaque poule sont reversés en quart de finale de l'Eurocoupe et les deux derniers sont éliminés.
Les quarts se jouent en match aller-retour plus une belle chez l'équipe la mieux classée en cas d'égalité.
Les demi-finales et la finale se jouent lors d'un Final 4.

### Changement de formule
En raison de la situation sanitaire en Europe liée à la pandémie de Covid-19, la formule de la compétition est modifiée. Les équipes sont réparties en quatre groupes de quatre, chaque équipe accueillant une bulle de deux journées consécutives.

## Tour de qualification
Alors que le format original prévoyait un tour de qualification joué en deux matchs (le match aller chez l’équipe 1 et le match retour chez l’équipe 2), le changement de format choisit une qualification en un match unique.
Le club turc d’İzmit Belediyespor accueille ce tour de qualification. Les deux matchs se jouent donc à Izmit, le 28 octobre 2020.
| Équipe 1      | Score | Équipe 2                      |
| ------------- | ----- | ----------------------------- |
| DVTK Miskolc  | 68–85 | İzmit Belediyespor            |
| Uni Gérone CB | 76–54 | ACS Sepsi SIC Sfântu Gheorghe |

Les deux équipes éliminées lors de ce tour de qualification sont reversées en phase de poules de l’Eurocoupe.

## Premier tour
Les deux équipes turques Galatasaray SK et İzmit Belediyespor ne participent pas à la première bulle de leurs groupes respectifs (début décembre) en raison d'un important nombre de cas de Covid-19 dans leurs effectifs.
- Les deux premières équipes de chaque groupe sont qualifiées pour les quarts de finale.
- Les équipes classées 3e et 4e de chaque groupe sont éliminées.

### Groupe A
| Rang | Équipe                         | Pts | J | G | P | Pp  | Pc  | Diff |  | Résultats (dom.\ext.)          | SAL    | KOU   | NAD   | İZM   |
| ---- | ------------------------------ | --- | - | - | - | --- | --- | ---- |  | ------------------------------ | ------ | ----- | ----- | ----- |
| 1    | Perfumerías Avenida Salamanque | 12  | 6 | 6 | 0 | 530 | 376 | 154  |  | Perfumerías Avenida Salamanque |        | 79-70 | 93-38 | 98-72 |
| 2    | Dynamo Koursk (+21)            | 9   | 6 | 3 | 3 | 453 | 414 | 39   |  | Dynamo Koursk (+21)            | 74-89  |       | 74-77 | 84-46 |
| 3    | Nadejda Orenbourg (–21)        | 9   | 6 | 3 | 3 | 379 | 441 | -62  |  | Nadejda Orenbourg (–21)        | 42-70  | 62-86 |       | 80-40 |
| 4    | İzmit Belediyespor             | 6   | 6 | 0 | 6 | 377 | 508 | -131 |  | İzmit Belediyespor             | 80-101 | 61-65 | 78-80 |       |

### Groupe B
| Rang | Équipe              | Pts | J | G | P | Pp  | Pc  | Diff |  | Résultats (dom.\ext.) | FEN   | ASV   | PRA   | GDY   |
| ---- | ------------------- | --- | - | - | - | --- | --- | ---- |  | --------------------- | ----- | ----- | ----- | ----- |
| 1    | Fenerbahçe İstanbul | 11  | 6 | 5 | 1 | 481 | 416 | 65   |  | Fenerbahçe İstanbul   |       | 70-84 | 77-70 | 88-57 |
| 2    | LDLC ASVEL féminin  | 10  | 6 | 4 | 2 | 481 | 424 | 57   |  | LDLC ASVEL féminin    | 65-67 |       | 85-74 | 89-57 |
| 3    | ZVVZ USK Prague     | 9   | 6 | 3 | 3 | 459 | 483 | -24  |  | ZVVZ USK Prague       | 70-99 | 80-79 |       | 80-67 |
| 4    | Arka Gdynia         | 6   | 6 | 0 | 6 | 403 | 501 | -98  |  | Arka Gdynia           | 70-80 | 76-79 | 76-85 |       |

### Groupe C
| Rang | Équipe              | Pts | J | G | P | Pp  | Pc  | Diff |  | Résultats (dom.\ext.) | IEK   | GÉR   | SCH   | RIG    |
| ---- | ------------------- | --- | - | - | - | --- | --- | ---- |  | --------------------- | ----- | ----- | ----- | ------ |
| 1    | UMMC Iekaterinbourg | 12  | 6 | 6 | 0 | 535 | 381 | 154  |  | UMMC Iekaterinbourg   |       | 90-83 | 83-61 | 104-71 |
| 2    | Uni Gérone CB (+1)  | 9   | 6 | 3 | 3 | 472 | 473 | -1   |  | Uni Gérone CB (+1)    | 67-94 |       | 85-81 | 82-52  |
| 3    | Famila Schio (–1)   | 9   | 6 | 3 | 3 | 431 | 456 | -25  |  | Famila Schio (–1)     | 58-74 | 77-74 |       | 76-72  |
| 4    | TTT Riga            | 6   | 6 | 0 | 6 | 383 | 511 | -128 |  | TTT Riga              | 41-90 | 79-81 | 68-78 |        |

### Groupe D
| Rang | Équipe               | Pts | J | G | P | Pp  | Pc  | Diff |  | Résultats (dom.\ext.) | SOP   | GAL   | BOU      | LAN   |
| ---- | -------------------- | --- | - | - | - | --- | --- | ---- |  | --------------------- | ----- | ----- | -------- | ----- |
| 1    | Sopron Basket        | 12  | 6 | 6 | 0 | 437 | 364 | 73   |  | Sopron Basket         |       | 69-66 | 74-67    | 84-54 |
| 2    | Galatasaray İstanbul | 9   | 6 | 3 | 3 | 446 | 413 | 33   |  | Galatasaray İstanbul  | 58-70 |       | 75-65    | 89-63 |
| 3    | Tango Bourges Basket | 8   | 6 | 2 | 4 | 437 | 430 | 7    |  | Tango Bourges Basket  | 60-70 | 87-80 |          | 92-62 |
| 4    | Basket Landes        | 7   | 6 | 1 | 5 | 366 | 479 | -113 |  | Basket Landes         | 59-70 | 59-78 | 69-66 ap |       |

## Play-offs

### Tableau final
Les quarts de finale sont disputés sur deux sites. Cette saison, il ne s'agit plus de séries au meilleur des trois matchs, mais d'une rencontre aller-retour réglée au score cumulé. Les séries Sopron-ASVEL et Iekaterinbourg-Koursk sont organisées à Sopron, tandis que Salamanque-Gérone et Fenerbahçe-Galatasaray sont organisées à Salamanque.
|  | Quarts de finale | Quarts de finale                | Quarts de finale    | Quarts de finale | Quarts de finale    |    |                        | Demi-finales                    | Demi-finales           | Demi-finales           |                        |    | Finale | Finale                          | Finale |
|  |                  |                                 |                     |                  |                     |    |                        |                                 |                        |                        |                        |    |        |                                 |        |
|  | A1               | Perfumerías Avenida Salamanque0 | 74                  | 71               | 145                 |    |                        |                                 |                        |                        |                        |    |        |                                 |        |
|  | C2               | Uni Gérone CB                   | 66                  | 65               | 131                 |    |                        |                                 |                        |                        |                        |    |        |                                 |        |
|  | C2               | Uni Gérone CB                   | 66                  | 65               | 131                 |    | A1                     | Perfumerías Avenida Salamanque0 | 72                     |                        |                        |    |        |                                 |        |
|  |                  |                                 |                     |                  |                     |    | A1                     | Perfumerías Avenida Salamanque0 | 72                     |                        |                        |    |        |                                 |        |
|  |                  | D1                              | Sopron Basket       | 61               |                     |    |                        |                                 |                        |                        |                        |    |        |                                 |        |
|  | D1               | D1                              | Sopron Basket       | 61               | Sopron Basket       | 94 | 62                     | 156                             |                        |                        |                        |    |        |                                 |        |
|  | D1               |                                 |                     |                  | Sopron Basket       | 94 | 62                     | 156                             |                        |                        |                        |    |        |                                 |        |
|  | B2               | LDLC ASVEL féminin              | 66                  | 75               | 141                 |    |                        |                                 |                        |                        |                        |    |        |                                 |        |
|  |                  |                                 |                     |                  |                     |    |                        |                                 |                        |                        |                        |    | A1     | Perfumerías Avenida Salamanque0 | 68     |
|  |                  | C1                              | UMMC Iekaterinbourg | 78               |                     |    |                        |                                 |                        |                        |                        |    |        |                                 |        |
|  | B1               | Fenerbahçe İstanbul             | 91                  | 61               | 152                 |    |                        |                                 |                        |                        |                        |    |        |                                 |        |
|  | D2               | Galatasaray İstanbul            | 74                  | 71               | 145                 |    |                        |                                 |                        |                        |                        |    |        |                                 |        |
|  | D2               | Galatasaray İstanbul            | 74                  | 71               | 145                 |    | B1                     | Fenerbahçe İstanbul             | 84                     |                        |                        |    |        |                                 |        |
|  |                  |                                 |                     |                  |                     |    | B1                     | Fenerbahçe İstanbul             | 84                     |                        |                        |    |        |                                 |        |
|  |                  | C1                              | UMMC Iekaterinbourg | 88               |                     |    | Match pour la 3e place | Match pour la 3e place          | Match pour la 3e place | Match pour la 3e place | Match pour la 3e place |    |        |                                 |        |
|  | C1               | C1                              | UMMC Iekaterinbourg | 88               | UMMC Iekaterinbourg | 80 | Match pour la 3e place | Match pour la 3e place          | Match pour la 3e place | Match pour la 3e place | Match pour la 3e place | 94 | 174    |                                 |        |
|  | C1               |                                 |                     |                  | UMMC Iekaterinbourg | 80 |                        |                                 |                        |                        |                        | 94 | 174    |                                 |        |
|  | A2               | Dynamo Koursk                   | 67                  | 59               | 126                 |    |                        |                                 |                        |                        |                        |    | D1     | Sopron Basket                   | 58     |
|  |                  |                                 |                     |                  |                     |    |                        |                                 |                        |                        |                        |    | B1     | Fenerbahçe İstanbul             | 64     |

### Demi-finales
| 16 avril 2021 16 h (UTC+3) | Rapport | Fenerbahçe İstanbul                                | 84–88                               | UMMC Iekaterinbourg                                       |  | Volkswagen Arena Istanbul Arbitres : Carsten Straube Beniamino Manuel Attard Gatis Saliņš |
| 16 avril 2021 16 h (UTC+3) | Rapport | Score par quart-temps : 21–22, 27–33, 13–13, 23–20 |                                     |                                                           |  | Volkswagen Arena Istanbul Arbitres : Carsten Straube Beniamino Manuel Attard Gatis Saliņš |
| 16 avril 2021 16 h (UTC+3) | Rapport | Score par mi-temps : 48–55, 36–33                  |                                     |                                                           |  | Volkswagen Arena Istanbul Arbitres : Carsten Straube Beniamino Manuel Attard Gatis Saliņš |
| 16 avril 2021 16 h (UTC+3) | Rapport | Iahoupova, 26 Stokes, 7 Iahoupova, 8 Sabally, 25   | Points Rebonds Passes d. Évaluation | Quigley, 27 Stewart, Griner, 8 Vandersloot, 6 Quigley, 27 |  | Volkswagen Arena Istanbul Arbitres : Carsten Straube Beniamino Manuel Attard Gatis Saliņš |

| 16 avril 2021 21 h (UTC+3) | Rapport | Perfumerías Avenida Salamanque                     | 72–61                               | Sopron Basket                                      |  | Volkswagen Arena Istanbul Arbitres : Jasmina Juras Ventsislav Velikov Martin Vulić |
| 16 avril 2021 21 h (UTC+3) | Rapport | Score par quart-temps : 16–10, 14–22, 20–10, 22–19 |                                     |                                                    |  | Volkswagen Arena Istanbul Arbitres : Jasmina Juras Ventsislav Velikov Martin Vulić |
| 16 avril 2021 21 h (UTC+3) | Rapport | Score par mi-temps : 30–32, 42–29                  |                                     |                                                    |  | Volkswagen Arena Istanbul Arbitres : Jasmina Juras Ventsislav Velikov Martin Vulić |
| 16 avril 2021 21 h (UTC+3) | Rapport | Hayes, 25 Kar. Samuelson, 6 Domínguez, 7 Hayes, 24 | Points Rebonds Passes d. Évaluation | January, 15 Krajišnik, 11 January, 4 Krajišnik, 23 |  | Volkswagen Arena Istanbul Arbitres : Jasmina Juras Ventsislav Velikov Martin Vulić |

### Match pour la3eplace
| 18 avril 2021 15 h (UTC+3) | Rapport | Sopron Basket                                         | 58–64                               | Fenerbahçe İstanbul                                     |  | Volkswagen Arena Istanbul Arbitres : Andrada Csender Ventsislav Velikov Amel Dahra |
| 18 avril 2021 15 h (UTC+3) | Rapport | Score par quart-temps : 9–22, 22–14, 15–11, 12–17     |                                     |                                                         |  | Volkswagen Arena Istanbul Arbitres : Andrada Csender Ventsislav Velikov Amel Dahra |
| 18 avril 2021 15 h (UTC+3) | Rapport | Score par mi-temps : 31–36, 27–28                     |                                     |                                                         |  | Volkswagen Arena Istanbul Arbitres : Andrada Csender Ventsislav Velikov Amel Dahra |
| 18 avril 2021 15 h (UTC+3) | Rapport | Brooks, 21 Krajišnik, 17 Fegyverneky, 7 Krajišnik, 27 | Points Rebonds Passes d. Évaluation | McBride, 15 McBride, 10 Çakır, Iahoupova, 4 McBride, 18 |  | Volkswagen Arena Istanbul Arbitres : Andrada Csender Ventsislav Velikov Amel Dahra |

### Finale
| 18 avril 2021 19 h (UTC+3) | Rapport | Perfumerías Avenida Salamanque                     | 68–78                               | UMMC Iekaterinbourg                                   |  | Volkswagen Arena Istanbul Arbitres : Özlem Yalman Jasmina Juras Martin Vulić |
| 18 avril 2021 19 h (UTC+3) | Rapport | Score par quart-temps : 21–16, 9–23, 23–20, 15–19  |                                     |                                                       |  | Volkswagen Arena Istanbul Arbitres : Özlem Yalman Jasmina Juras Martin Vulić |
| 18 avril 2021 19 h (UTC+3) | Rapport | Score par mi-temps : 30–39, 38–39                  |                                     |                                                       |  | Volkswagen Arena Istanbul Arbitres : Özlem Yalman Jasmina Juras Martin Vulić |
| 18 avril 2021 19 h (UTC+3) | Rapport | Hayes, 29 Kat. Samuelson, 6 Rodríguez, 5 Hayes, 30 | Points Rebonds Passes d. Évaluation | Meesseman, 19 Jones, 11 Vandersloot, 12 Meesseman, 28 |  | Volkswagen Arena Istanbul Arbitres : Özlem Yalman Jasmina Juras Martin Vulić |

## Statistiques

### Meilleures moyennes individuelles par match
| # | Nom             | Club        | MJ | Pts | PPM  |
| - | --------------- | ----------- | -- | --- | ---- |
| 1 | Alina Iahoupova | F. İstanbul | 7  | 140 | 20,0 |
| 2 | Alice Kunek     | Gdynia      | 6  | 112 | 18,7 |
| 3 | Tiffany Hayes   | Salamanque  | 10 | 180 | 18,0 |
| 4 | Brionna Jones   | Prague      | 6  | 106 | 17,7 |
| 5 | Sandrine Gruda  | Schio       | 6  | 104 | 17,3 |

| # | Nom              | Club        | MJ | TR/TT  | %      |
| - | ---------------- | ----------- | -- | ------ | ------ |
| 1 | Brionna Jones    | Prague      | 6  | 44/72  | 61,1 % |
| 2 | Mercedes Russell | G. İstanbul | 8  | 50/82  | 61,0 % |
| 3 | Tiffany Hayes    | Salamanque  | 10 | 62/102 | 60,8 % |
| 4 | Sandrine Gruda   | Schio       | 6  | 37/62  | 59,7 % |
| 5 | Natalie Achonwa  | Schio       | 6  | 33/56  | 58,9 % |

| # | Nom                | Club           | MJ | T2R/T2T | %2     |
| - | ------------------ | -------------- | -- | ------- | ------ |
| 1 | Maria Vadeïeva     | Iekaterinbourg | 9  | 44/61   | 72,1 % |
| 2 | Tiffany Hayes      | Salamanque     | 10 | 49/75   | 65,3 % |
| 3 | Jonquel Jones      | Iekaterinbourg | 10 | 39/60   | 65,0 % |
| 4 | Brionna Jones      | Prague         | 6  | 44/70   | 62,9 % |
| 5 | Julia Reisingerová | Gérone         | 9  | 44/71   | 62,0 % |

| # | Nom              | Club           | MJ | T3R/T3T | %3     |
| - | ---------------- | -------------- | -- | ------- | ------ |
| 1 | Natalia Jedik    | Orenbourg      | 6  | 8/13    | 61,5 % |
| 2 | Ingrid Tanqueray | Lyon           | 8  | 10/19   | 52,6 % |
| 3 | Allie Quigley    | Iekaterinbourg | 9  | 19/38   | 50,0 % |
| 4 | Teja Oblak       | Prague         | 6  | 12/24   | 50,0 % |
| 5 | Tiffany Hayes    | Salamanque     | 10 | 13/27   | 48,1 % |

| # | Nom                     | Club           | MJ | T1R/T1T | %1      |
| - | ----------------------- | -------------- | -- | ------- | ------- |
| 1 | Emma Meesseman          | Iekaterinbourg | 10 | 23/23   | 100,0 % |
| 2 | Natalie Achonwa         | Schio          | 6  | 19/20   | 95,0 %  |
| 3 | Valériane Vukosavljević | Landes         | 6  | 17/18   | 94,4 %  |
| 4 | Brionna Jones           | Prague         | 6  | 18/20   | 90,0 %  |
| 5 | Alina Iahoupova         | F. İstanbul    | 7  | 25/28   | 89,3 %  |

| # | Nom                 | Club        | MJ | Rbds | RPM  |
| - | ------------------- | ----------- | -- | ---- | ---- |
| 1 | Clarissa dos Santos | İzmit       | 6  | 74   | 12,3 |
| 2 | Laura Miškinienė    | Gdynia      | 6  | 56   | 9,3  |
| 3 | Anete Šteinberga    | G. İstanbul | 8  | 74   | 9,3  |
| 4 | Tina Krajišnik      | Sopron      | 10 | 92   | 9,2  |
| 5 | Brionna Jones       | Prague      | 6  | 54   | 9,0  |

| # | Nom                  | Club           | MJ | PD | PPM |
| - | -------------------- | -------------- | -- | -- | --- |
| 1 | Courtney Vandersloot | Iekaterinbourg | 8  | 61 | 7,6 |
| 2 | Barbora Bálintová    | Gdynia         | 6  | 37 | 6,2 |
| 3 | Teja Oblak           | Prague         | 6  | 36 | 6,0 |
| 4 | Marine Johannès      | Lyon           | 8  | 41 | 5,1 |
| 5 | Silvia Domínguez     | Salamanque     | 9  | 46 | 5,1 |

| # | Nom               | Club        | MJ | Ctr. | CPM |
| - | ----------------- | ----------- | -- | ---- | --- |
| 1 | Stephanie Mavunga | Koursk      | 6  | 10   | 1,7 |
| 2 | Brionna Jones     | Prague      | 6  | 9    | 1,5 |
| 3 | Bernadett Határ   | Sopron      | 6  | 8    | 1,3 |
| 3 | Marija Režan      | Prague      | 6  | 8    | 1,3 |
| 5 | Kiah Stokes       | F. İstanbul | 10 | 13   | 1,3 |

| # | Nom                 | Club        | MJ | Int. | IPM |
| - | ------------------- | ----------- | -- | ---- | --- |
| 1 | Sarah Michel        | Bourges     | 6  | 14   | 2,3 |
| 2 | Gabby Williams      | Sopron      | 9  | 19   | 2,1 |
| 3 | Alina Iahoupova     | F. İstanbul | 7  | 14   | 2,0 |
| 3 | Erica Wheeler       | İzmit       | 7  | 14   | 2,0 |
| 3 | Clarissa dos Santos | İzmit       | 6  | 12   | 2,0 |
| 3 | Kateřina Elhotová   | Prague      | 6  | 12   | 2,0 |
| 3 | Epiphanny Prince    | G. İstanbul | 6  | 12   | 2,0 |

| # | Nom                     | Club   | MJ | BP | BPM |
| - | ----------------------- | ------ | -- | -- | --- |
| 1 | Valériane Vukosavljević | Landes | 6  | 20 | 3,3 |
| 2 | Giorgia Sottana         | Schio  | 6  | 19 | 3,2 |
| 2 | Ana Suárez              | Landes | 6  | 19 | 3,2 |
| 2 | Jessica Thomas          | Riga   | 6  | 19 | 3,2 |
| 5 | Erica Wheeler           | İzmit  | 7  | 22 | 3,1 |

| # | Nom                | Club   | MJ | F  | FPM |
| - | ------------------ | ------ | -- | -- | --- |
| 1 | Eglė Šikšniūtė     | İzmit  | 5  | 18 | 3,6 |
| 2 | Julia Reisingerová | Gérone | 9  | 32 | 3,6 |
| 3 | Jelena Brooks      | Sopron | 10 | 35 | 3,5 |
| 3 | Jessica Thomas     | Riga   | 6  | 21 | 3,5 |
| 5 | Aija Brumermane    | Riga   | 6  | 20 | 3,3 |
| 5 | Veronika Voráčková | Prague | 6  | 20 | 3,3 |

| # | Nom              | Club        | MJ | Min | MPM   |
| - | ---------------- | ----------- | -- | --- | ----- |
| 1 | Alice Kunek      | Gdynia      | 6  | 200 | 33:20 |
| 2 | Epiphanny Prince | G. İstanbul | 6  | 199 | 33:10 |
| 3 | Jelena Brooks    | Sopron      | 10 | 331 | 33:06 |
| 4 | Anete Šteinberga | G. İstanbul | 8  | 255 | 31:52 |
| 5 | Brionna Jones    | Prague      | 6  | 190 | 31:40 |

| # | Nom                     | Club        | MJ | DD | DPM  |
| - | ----------------------- | ----------- | -- | -- | ---- |
| 1 | Clarissa dos Santos     | İzmit       | 6  | 4  | 0,67 |
| 2 | Brionna Jones           | Prague      | 6  | 3  | 0,50 |
| 3 | Valériane Vukosavljević | Landes      | 6  | 2  | 0,33 |
| 4 | Anete Šteinberga        | G. İstanbul | 8  | 2  | 0,25 |
| 4 | Mercedes Russell        | G. İstanbul | 8  | 2  | 0,25 |

| # | Nom                  | Club           | MJ | +/–  | DPM   |
| - | -------------------- | -------------- | -- | ---- | ----- |
| 1 | Breanna Stewart      | Iekaterinbourg | 10 | +172 | +17,2 |
| 2 | Courtney Vandersloot | Iekaterinbourg | 8  | +129 | +16,1 |
| 3 | Allie Quigley        | Iekaterinbourg | 9  | +138 | +15,3 |
| 4 | Katie Lou Samuelson  | Salamanque     | 10 | +138 | +13,8 |
| 5 | Alba Torrens         | Iekaterinbourg | 10 | +136 | +13,6 |

| #  | Nom                 | Club           | MJ | Éva. | ÉPM  |
| -- | ------------------- | -------------- | -- | ---- | ---- |
| 1  | Brionna Jones       | Prague         | 6  | 150  | 25,0 |
| 2  | Alina Iahoupova     | F. İstanbul    | 7  | 162  | 23,1 |
| 3  | Clarissa dos Santos | İzmit          | 6  | 134  | 22,3 |
| 4  | Sandrine Gruda      | Schio          | 6  | 116  | 19,3 |
| 5  | Tiffany Hayes       | Salamanque     | 10 | 185  | 18,5 |
| 6  | Natalie Achonwa     | Schio          | 6  | 109  | 18,2 |
| 7  | Mercedes Russell    | G. İstanbul    | 8  | 140  | 17,5 |
| 8  | Tina Krajišnik      | Sopron         | 10 | 173  | 17,3 |
| 9  | Emma Meesseman      | Iekaterinbourg | 10 | 120  | 17,1 |
| 10 | Anete Šteinberga    | G. İstanbul    | 8  | 136  | 17,0 |

### Moyennes d’équipe par match
| Équipe         | MJ | Pts  | %2     | %3     | %1     | Ro   | Rd   | R    | PD   | Ft   | BP   | Int | C   | +/–   | Év    |
| -------------- | -- | ---- | ------ | ------ | ------ | ---- | ---- | ---- | ---- | ---- | ---- | --- | --- | ----- | ----- |
| Iekaterinbourg | 10 | 87,5 | 57,9 % | 38,8 % | 85,6 % | 9,4  | 30,9 | 40,3 | 23,9 | 14,5 | 13,3 | 7,5 | 2,8 | 21,6  | 114,0 |
| Salamanque     | 10 | 81,5 | 53,3 % | 34,5 % | 76,4 % | 11,7 | 26,8 | 38,5 | 17,9 | 16,3 | 12,6 | 7,9 | 1,8 | 16,9  | 92,6  |
| F. İstanbul    | 10 | 78,1 | 46,3 % | 36,8 % | 81,5 % | 9,6  | 28,9 | 38,5 | 17,9 | 17,3 | 13,2 | 8,1 | 2,5 | 7,4   | 88,8  |
| Lyon           | 8  | 77,8 | 52,0 % | 39,5 % | 73,1 % | 8,6  | 28,3 | 36,9 | 19,3 | 16,4 | 13,0 | 6,9 | 3,3 | 5,3   | 91,0  |
| Prague         | 6  | 76,5 | 44,9 % | 32,6 % | 72,4 % | 13,5 | 29,5 | 43,0 | 21,7 | 16,3 | 12,2 | 7,3 | 5,3 | −4,0  | 91,5  |
| Gérone         | 9  | 75,4 | 51,8 % | 32,7 % | 74,0 % | 9,1  | 24,1 | 33,2 | 15,4 | 19,9 | 13,0 | 7,2 | 2,4 | 0,8   | 80,1  |
| G. İstanbul    | 8  | 73,9 | 47,8 % | 29,6 % | 78,8 % | 10,9 | 29,8 | 40,6 | 14,0 | 17,5 | 16,8 | 8,4 | 1,3 | 3,3   | 78,4  |
| Bourges        | 6  | 72,8 | 46,5 % | 32,1 % | 75,3 % | 9,0  | 26,8 | 35,8 | 19,0 | 18,2 | 13,2 | 9,3 | 1,8 | 1,2   | 80,7  |
| Koursk         | 8  | 72,4 | 41,2 % | 33,9 % | 81,2 % | 11,8 | 26,1 | 37,9 | 14,0 | 19,4 | 11,5 | 8,0 | 3,3 | −1,1  | 76,3  |
| Schio          | 6  | 71,8 | 52,0 % | 27,1 % | 84,7 % | 9,3  | 23,3 | 32,7 | 15,8 | 18,3 | 17,2 | 7,0 | 1,2 | −4,2  | 75,3  |
| Sopron         | 10 | 71,2 | 47,9 % | 32,9 % | 86,2 % | 9,0  | 25,8 | 34,8 | 15,0 | 18,8 | 13,8 | 8,4 | 2,1 | 7,1   | 78,6  |
| Gdynia         | 6  | 67,2 | 40,4 % | 31,0 % | 84,3 % | 11,2 | 22,2 | 33,3 | 16,0 | 14,8 | 12,0 | 4,3 | 1,2 | −16,3 | 63,8  |
| İzmit          | 7  | 66,0 | 39,6 % | 33,3 % | 72,3 % | 12,3 | 25,9 | 38,1 | 11,6 | 17,3 | 15,9 | 6,0 | 1,0 | −16,3 | 58,7  |
| Riga           | 6  | 63,8 | 36,5 % | 28,9 % | 85,5 % | 12,8 | 19,5 | 32,3 | 10,5 | 22,7 | 15,5 | 5,8 | 0,7 | −21,3 | 49,2  |
| Orenbourg      | 6  | 63,2 | 38,3 % | 31,2 % | 78,7 % | 12,2 | 27,0 | 39,2 | 15,2 | 21,3 | 17,0 | 6,3 | 2,2 | −10,3 | 60,8  |
| Landes         | 6  | 61,0 | 38,3 % | 29,0 % | 74,4 % | 10,2 | 27,2 | 37,3 | 15,0 | 19,7 | 18,2 | 7,5 | 2,5 | −18,8 | 57,5  |
| Miskolc        | 1  | 68,0 | 48,1 % | 28,6 % | 66,7 % | 11,0 | 21,0 | 32,0 | 20,0 | 13,0 | 14,0 | 7,0 | 3,0 | −17,0 | 74,0  |
| S. Gheorghe    | 1  | 54,0 | 41,8 % | 0,0 %  | 72,7 % | 8,0  | 20,0 | 28,0 | 16,0 | 12,0 | 12,0 | 9,0 | 1,0 | −22,0 | 51,0  |

### Meilleures performances sur un match
Individuelles
| Statistique                | Joueuse                                                 | Équipe                            | Total | Adversaire                     | Journée et résultat                                         |
| -------------------------- | ------------------------------------------------------- | --------------------------------- | ----- | ------------------------------ | ----------------------------------------------------------- |
| Points                     | Marine Johannès                                         | Lyon                              | 38    | Prague                         | J. 2 (D 80–79)                                              |
| Adresse aux tirs           | Helena Ciak Jonquel Jones                               | Lyon Iekaterinbourg               | 8/9   | Gdynia Riga                    | J. 1 (V 89-57) J. 3 (V 104-71)                              |
| Adresse à 2 points         | Maria Vadeïeva                                          | Iekaterinbourg                    | 7/7   | Riga                           | J. 3 (V 104-71)                                             |
| Adresse à 3 points         | Kübra Erat                                              | İzmit                             | 5/5   | Salamanque                     | J. 4 (D 80–101)                                             |
| Adresse aux lancers francs | Satou Sabally                                           | F. İstanbul                       | 11/11 | Gdynia                         | J. 2 (V 70–80)                                              |
| Rebonds offensifs          | Clarissa dos Santos                                     | İzmit                             | 10    | Orenbourg                      | J. 6 (D 40–80)                                              |
| Rebonds défensifs          | Alyssa Thomas                                           | Prague                            | 14    | Lyon                           | J. 2 (V 80–79)                                              |
| Rebonds                    | Clarissa dos Santos                                     | İzmit                             | 19    | Orenbourg                      | J. 6 (D 40–80)                                              |
| Passes décisives           | Barbora Bálintová                                       | Gdynia                            | 13    | F. İstanbul                    | J. 1 (D 70–80)                                              |
| Interceptions              | Alex Bentley Chelsea Gray Angel McCoughtry Sarah Michel | Koursk Gérone G. İstanbul Bourges | 5     | Salamanque Riga Bourges Landes | J. 6 (D 79–70) J. 4 (V 82–52) J. 3 (D 87–80) J. 2 (D 69–66) |
| Contres                    | Kiah Stokes                                             | Prague                            | 5     | F. İstanbul                    | J. 1 (V 77–70)                                              |
| Balles perdues             | Valériane Vukosavljević                                 | Landes                            | 8     | Sopron                         | J. 6 (D 84–54)                                              |
| Évaluation                 | Alina Iahoupova Mercedes Russell                        | F. İstanbul G. İstanbul           | 40    | G. İstanbul F. İstanbul        | ¼ a. (V 74–91) ¼ r. (V 61–71)                               |

D’équipe
| Statistique                | Équipe              | Total           | Adversaire            | Journée et résultat                          |
| -------------------------- | ------------------- | --------------- | --------------------- | -------------------------------------------- |
| Points marqués             | Iekaterinbourg      | 104             | Riga                  | J. 3 (V 104-71)                              |
| Moins de points encaissés  | Salamanque          | 38              | Koursk                | J. 5 (V 93-38)                               |
| Plus large victoire        | Salamanque          | +55             | Koursk                | J. 5 (V 93-38)                               |
| Plus petite victoire       | Prague              | +1              | Lyon                  | J. 2 (V 80-79)                               |
| Adresse aux tirs           | Iekaterinbourg      | 65,5 % (38/58)  | Riga                  | J. 3 (V 104-71)                              |
| Adresse à 2 points         | Salamanque          | 73,0 % (27/37)  | Koursk                | J. 6 (V 79-70)                               |
| Adresse à 3 points         | F. İstanbul         | 66,7 % (16/24)  | Prague                | J. 4 (V 70–99)                               |
| Adresse aux lancers francs | F. İstanbul         | 100,0 % (22/22) | Gdynia                | J. 2 (V 70–80)                               |
| Rebonds offensifs          | İzmit Sopron Riga   | 20              | Orenbourg Lyon Gérone | J. 6 (D 40–80) ¼ r. (D 62–75) J. 4 (D 82–52) |
| Rebonds défensifs          | Iekaterinbourg      | 39              | Riga                  | J. 6 (V 41-90)                               |
| Rebonds                    | G. İstanbul         | 54              | Bourges               | J. 6 (V 75–65)                               |
| Passes décisives           | Lyon Iekaterinbourg | 29              | Gdynia Riga           | J. 1 (V 89–57) J. 3 (V 104-71)               |
| Interceptions              | Bourges             | 15              | Landes                | J. 5 (V 92–62)                               |
| Contres                    | Prague              | 10              | Gdynia                | J. 6 (V 80–67)                               |
| Balles perdues             | Landes              | 24              | G. İstanbul           | J. 4 (D 59–78)                               |
| Évaluation                 | Iekaterinbourg      | 144             | Riga                  | J. 3 (V 104-71)                              |

| Statistique                                   | Équipe    | Total        | Équipe     | Journée |
| --------------------------------------------- | --------- | ------------ | ---------- | ------- |
| Plus grand nombre de points sur une rencontre | İzmit     | 181 (80–101) | Salamanque | J. 4    |
| Plus petit nombre de points sur une rencontre | Orenbourg | 112 (42–70)  | Salamanque | J. 2    |

## Récompenses

### Trophées de la saison
| Récompenses de la saison    | Récompenses de la saison | Récompenses de la saison |
| Récompense                  | Joueuse                  | Équipe                   |
| --------------------------- | ------------------------ | ------------------------ |
| Meilleure joueuse           | Alina Iahoupova          | Fenerbahçe İstanbul      |
| Meilleure défenseuse        | Gabby Williams           | Sopron Basket            |
| Meilleure espoir            | Iliana Rupert            | Tango Bourges Basket     |
| Meilleur entraîneur         | Roberto Íñiguez          | PA Salamanque            |
| Meilleur cinq majeur        | Courtney Vandersloot     | UMMC Iekaterinbourg      |
| Meilleur cinq majeur        | Alina Iahoupova          | Fenerbahçe İstanbul      |
| Meilleur cinq majeur        | Gabby Williams           | Sopron Basket            |
| Meilleur cinq majeur        | Katie Lou Samuelson      | PA Salamanque            |
| Meilleur cinq majeur        | Emma Meesseman           | UMMC Iekaterinbourg      |
| Second cinq majeur          | Marine Johannès          | LDLC ASVEL féminin       |
| Second cinq majeur          | Alba Torrens             | UMMC Iekaterinbourg      |
| Second cinq majeur          | Breanna Stewart          | UMMC Iekaterinbourg      |
| Second cinq majeur          | Jelena Brooks            | Sopron Basket            |
| Second cinq majeur          | Satou Sabally            | Fenerbahçe İstanbul      |
| Récompense de la Finale à 4 |                          |                          |
| Meilleure joueuse           | Breanna Stewart          | UMMC Iekaterinbourg      |

### Meilleure équipe par journée du championnat
| Journée | PG                                                   | SG                                                   | SF                                                | PF                                                 | C                                              |
| ------- | ---------------------------------------------------- | ---------------------------------------------------- | ------------------------------------------------- | -------------------------------------------------- | ---------------------------------------------- |
| 1       | Jasmine Thomas (1/1) Fenerbahçe İstanbul (1/12)      | Aleksandra Crvendakić (1/1) LDLC ASVEL féminin (1/3) | Anastasia Logounova (1/1) Nadejda Orenbourg (1/1) | Satou Sabally (1/3) Fenerbahçe İstanbul (2/12)     | Helena Ciak (1/1) LDLC ASVEL féminin (2/3)     |
| 2       | Marine Johannès (1/1) LDLC ASVEL féminin (3/3)       | Tiffany Hayes (1/3) PA Salamanque (1/6)              | Satou Sabally (2/3) Fenerbahçe İstanbul (3/12)    | Alexia Chartereau (1/1) Tango Bourges Basket (1/1) | Brionna Jones (1/3) ZVVZ USK Prague (1/5)      |
| 3       | Kayla McBride (1/2) Fenerbahçe İstanbul (4/12)       | Emese Hof (1/1) PA Salamanque (2/6)                  | Sandrine Gruda (1/1) Famila Schio (1/3)           | Alyssa Thomas (1/1) ZVVZ USK Prague (2/5)          | Brionna Jones (2/3) ZVVZ USK Prague (3/5)      |
| 4       | Kayla McBride (2/2) Fenerbahçe İstanbul (5/12)       | Alina Iahoupova (1/5) Fenerbahçe İstanbul (6/12)     | Katie Lou Samuelson (1/2) PA Salamanque (3/6)     | Jelena Brooks (1/1) Sopron Basket (1/1)            | María Araújo (1/2) Uni Gérone CB (1/2)         |
| 5       | Cecilia Zandalasini (1/1) Fenerbahçe İstanbul (7/12) | Allie Quigley (1/2) UMMC Iekaterinbourg (1/7)        | Katie Lou Samuelson (2/2) PA Salamanque (4/6)     | Natalie Achonwa (1/2) Famila Schio (2/3)           | Emma Meesseman (1/1) UMMC Iekaterinbourg (2/7) |
| 6       | Teja Oblak (1/1) ZVVZ USK Prague (4/5)               | Alina Iahoupova (2/5) Fenerbahçe İstanbul (8/12)     | Natalie Achonwa (2/2) Famila Schio (3/3)          | Maria Vadeïeva (1/1) UMMC Iekaterinbourg (3/7)     | Brionna Jones (3/3) ZVVZ USK Prague (5/5)      |

| Tour                | PG                                               | SG                                                | SF                                            | PF                                              | C                                                 |
| ------------------- | ------------------------------------------------ | ------------------------------------------------- | --------------------------------------------- | ----------------------------------------------- | ------------------------------------------------- |
| ¼ de finale Match 1 | Alina Iahoupova (3/5) Fenerbahçe İstanbul (9/12) | Gabby Williams (1/1) Sopron Basket (1/2)          | Tina Krajišnik (1/1) Sopron Basket (2/2)      | Brittney Griner (1/1) UMMC Iekaterinbourg (4/7) | Anete Šteinberga (1/1) Galatasaray İstanbul (1/2) |
| ¼ de finale Match 2 | Tiffany Hayes (2/3) PA Salamanque (5/6)          | Alina Iahoupova (4/5) Fenerbahçe İstanbul (10/12) | Jonquel Jones (1/1) UMMC Iekaterinbourg (5/7) | María Araújo (2/2) Uni Gérone CB (2/2)          | Mercedes Russell (1/1) Galatasaray İstanbul (2/2) |
| ½ finales           | Allie Quigley (2/2) UMMC Iekaterinbourg (6/7)    | Alina Iahoupova (5/5) Fenerbahçe İstanbul (11/12) | Tiffany Hayes (3/3) PA Salamanque (6/6)       | Satou Sabally (3/3) Fenerbahçe İstanbul (12/12) | Breanna Stewart (1/1) UMMC Iekaterinbourg (7/7)   |